# Sylvia Corzo Román
Sylvia Corzo Román (Cúcuta, 27 de septiembre de 1960-Cúcuta, 22 de mayo de 2020) es una política colombiana. Diseñadora de interiores y Abogada de profesión de la Universidad Libre (Colombia), especializada en Derecho Público y Alta Gerencia. Durante los años 1990 realizó diversas obras sociales como fundadora de FHANE. Es miembro del Partido Conservador Colombiano.
Fue diputada de la Asamblea Departamental de Norte de Santander en los periodos 2001-2003 y 2004-2007. Por Meritocracia fue escogida como gerente de Positiva Compañía de Seguros S. A. desde el 19 de septiembre de 2008 hasta el 25 de junio de 2014. Fue Secretaria de Cultura de Norte de Santander entre noviembre de 2015 y diciembre de 2016.